# The Stalin
The Stalin (ザ・スターリン, estilizado como THE STALIN) foi uma banda japonesa de punk rock formada em junho de 1980 pelo líder, vocalista e ativista socialista Michiro Endo. Depois de várias mudanças de formação, o grupo se dissolveu em fevereiro de 1985. 
Em maio de 1987, Michiro formou o grupo Video Stalin, que produziu mais vídeos do que álbuns; ele acabou em 1988. Em 1989 ele criou uma nova banda chamada Stalin e continou produzindo música com ela até 1993. 
Durante o século 21, Endo realizou algumas apresentações ocasionais com o The Stalin. Após uma batalha contra o câncer de pâncreas, ele faleceu em 2019.

## Carreira

### 1979: Jiheitai
Por volta de 1979, Michiro Endo, um ativista socialista de 29 anos formou uma banda punk chamada Jiheitai (自閉体). Várias de suas canções mais tarde se tornariam canções de The Stalin, como "Ideologist", "Niku" e covers de "No Fun" e "Light My Fire".

### 1980-1981: Início
Em junho de 1980, Endo formou o The Stalin. Ele escolheu o nome porque "Joseph Stalin é muito odiado pela maioria das pessoas no Japão, e isto é muito bom para a nossa imagem". Originalmente sua formação era um trio com Endo nos vocais e baixo, Atsushi na guitarra e Jun na bateria. Shintaro se juntou como baixista no final do mês, no entanto, seu primeiro single, "Dendou Kokeshi", já foi gravado sem ele e lançado em 5 de setembro de 1980. Em 7 de abril de 1981, eles lançaram o EP Stalinism. Em julho, Tam substituiu Atsushi na guitarra. Em 4 de novembro, em uma apresentação ao vivo na Kanto Gakuin High School, Endo foi preso por exposição indecente. Em 24 de dezembro de 1981, eles lançaram seu primeiro álbum completo, sendo metade de estúdio e metade ao vivo, intitulado Trash.

### 1982-1983: Estreia em uma grande gravadora
The Stalin foi uma das bandas que estrelou o filme Burst City de Sogo Ishii, lançado em 13 de março de 1982. O show em 24 de junho foi o último com o baterista Jun, no entanto, ele ainda aparece em seu álbum de estreia em uma grande gravadora, Stop Jap, assim como em seu primeiro single "Romantist", ambos lançados em 1 de julho, já que foram gravados antes de sua saída. Stop Jap alcançou a terceira posição nas paradas da Oricon Albums Chart. "Romantist" é uma versão reformulada de "Ideologist" do Trash, e se tornou a canção mais popular da banda. Hitoshi se juntou como baterista em julho de 1982. Sogo Ishii também dirigiu um vídeo promocional para "Romantist", bem como "Stop Jap" e seu próximo single "Allergy", que foi lançado em 25 de agosto. A apresentação em 27 de setembro de 1982 foi a última com Hitoshi na banda. Em novembro, Keigo entra na bateria, mas sai em dezembro junto com Tam.
Em janeiro de 1983, Makoto juntou-se à guitarra e Tatsuya à bateria. Em 10 de fevereiro, eles lançaram seu quarto single "Go Go Stalin". Seu próximo álbum, Mushi, e o single "Nothing", foram em 25 de abril. Depois de um show em 11 de junho, Makoto e Tatsuya deixam a banda. Também em junho de 1983, Shintaro sai. Em um show em 17 de setembro, Teruya e o ex-membro Jun tocam como convidados de apoio na guitarra e bateria, respectivamente.

### 1984-1986: Fim do The Stalin
No início de 1984, June-Bleed ingressou como guitarrista. Mas em 17 de março de 1984, ele sai e é eventualmente substituído por Masahiro. Também em março, Jun volta à banda e Teruya se junta como baixista. Em maio, sua música "Chicken Farm" apareceu na compilação internacional Welcome to 1984 do MRR. Masahiro e Teruya sairam da banda em 3 de junho. No mesmo mês, Hiroshi se torna o baixista suporte. Masayuki entrou como guitarrista em agosto de 1984. Seu último álbum, Fish Inn, foi lançado em 20 de novembro. Após um show em 29 de dezembro, Endo anunciou "Este é o fim de The Stalin", embora seu verdadeiro último show tenha sido realizado em 21 de fevereiro de 1985 no Chofu Daiei Studio intitulado "I was the Stalin". O show foi gravado e lançado em VHS, Last Live - Zessan Kaisan Naka !! e LP duplo, For Never - Last Live, em 25 de maio de 1985. "Fish Inn" foi remixado por Bill Laswell e relançado em 1986.

### 1987-1988: Vídeo Stalin
Em maio de 1987, Endo fundou o Video Stalin, um grupo de músicos que aparentava ser mais um grupo de produção de vídeo do que uma banda. Eles lançaram três álbuns de vídeo e um álbum de estúdio. Um dos vídeos, Your Order! The History of The Stalin pode ser considerado um vídeo da banda The Stalin em si, pois é composto quase que inteiramente de filmagens ao vivo e clipes promocionais ao longo da carreira da banda. Eles se separaram em 1988.

### 1989-1993: Stalin
Inspirado pelos eventos monumentais de 1988, especialmente a dissolução da União Soviética, Endo reviveu o Stalin com novos membros e um novo nome, agora simplesmente Stalin. Ele ficou fascinado com o movimento polonês Solidariedade, que começou no mesmo ano que The Stalin, e depois de uma visita a Varsóvia, ele organizou uma turnê japonesa com a banda punk polonesa Dezerter. Stalin completou o intercâmbio cultural em 1990, quando eles viajaram pela Europa Oriental, que foi gravado e lançado como o álbum de vídeo Saigo no Akai Natsu -Stalin Call in East Europe-. O grupo teve algumas mudanças na formação e lançaram seis singles, quatro álbuns de estúdio e um álbum ao vivo, antes de encerrar as atividades em 1993.

### 2001-2011: Apresentações ocasionais
Em 8 de fevereiro de 2001, houve um concerto especial de The Stalin intitulado "One Night Dream". Michiro Endo tocou com Keigo Nakata (do The Stalin) na bateria, Shinichi Suzuki (do Pulling Teeth) na guitarra e Katsuta no baixo. Outras bandas e artistas também se apresentaram e prestaram homenagem ao grupo, incluindo Loopus, Cobra, Panta e Kenzi do Kamaitachi. O show foi gravado e lançado como vídeo intitulado Hakike Gasuruhodo Romanchikku Daze !! em 30 de junho de 2001. O show coincidiu com o lançamento do álbum de tributo 365:A TRIBUTE TO THE STALIN, com Inugami Circus-dan, Buck-Tick, Dir en grey, Merry e várias outras bandas tocando covers de músicas do The Stalin.
Em 1 de dezembro de 2010, dois álbuns de tributo foram lançados. Um intitulado Romantist - The Stalin, Michiro Endo Tribute Album, traz bandas como Buck-Tick, Dir en grey, Group Tamashii e Jun Togawa fazendo covers de músicas de The Stalin e Michiro Endo. O outro, Ao Oni, Aka Oni - Michiro Endo 60th Birthday Anniversary Tribute Album, apresenta covers de diferentes artistas e foi lançado pela primeira vez no show de Endo em 14 de novembro para coincidir com seu 60º aniversário.
Endo ainda reunia vários músicos para apresentações ocasionais de Stalin. Os últimos foram alguns shows no início de 2011 como "The Stalin Z", com a formação de Endo nos vocais, Tatsuya Nakamura (The Stalin) na bateria, KenKen (Rize) no baixo e Kazuhiro Hyaku (Mo'Some Tonebender) na guitarra.

### 2019: Morte de Endo
Michiro Endo morreu em um hospital de Tóquio enquanto lutava contra câncer de pâncreas em 25 de abril de 2019, aos 68 anos. O álbum Trash foi remasterizado e relançado em 2020, e esta edição alcançou a 14 posição na Oricon Albums Chart.

## Influência
O The Stalin, particularmente seu líder Michiro Endo, influenciou muitas bandas japonesas posteriores de punk rock, como as bandas de visual kei Kamaitachi, Gilles de Rais e Buck-Tick, que começou como uma banda cover do The Stalin.

## Membros
- Michiro Endo - vocais (1980–1985, 1987–1988, 1989–1993), baixo (1980)

### The Stalin
- Atsushi Kaneko - guitarra (1980–1981)
- Kazuo "Tam" Tamura - guitarra (1981–1982)
- Tsugio Makoto - guitarra (1983)
- June-Bleed - guitarra (1984)
- Masahiro Kitada - violão (1984)
- Masayuki Ono - guitarra (1984–1985)
- Shintaro Sugiyama - baixo (1980–1983)
- Teruya Ogata - guitarra (membro suporte) (1983), baixo (1984)
- Hiroshi Higo - baixo (membro suporte) (1984–1985)
- Jun Inui - bateria (1980-1982), (1984-1985)
- Hitoshi Oda - bateria (1982)
- Keigo Nakata - bateria (1983)
- Tatsuya Nakamura - bateria (1983)

### Video Stalin
- Kubota - guitarra (1987-1988)
- Sakamitsu - guitarra (1987)
- Maio - baixo (1987-1988)
- Shoko - bateria (1987-1988)

### Stalin
- Aihiko Yamamori - guitarra (1989-1990)
- Tadashi "Ritsu" Saito - guitarra (1990–1993)
- Yusuke Nishimura - baixo (1989-1990)
- Chikao Adachi - baixo (1990–1993)
- Shigeo Mihara - bateria (1989-1993)

## Discografia

### The Stalin
Álbuns e EPs
- Stalinism (7 de abril de 1981)
- Trash (21 de outubro de 1981) (Posição de pico na Oricon Albums Chart: 14, no relançamento de 2020)
- Stop Jap (1 de julho de 1982)
- Mushi (虫) (25 de abril de 1983)
- Fish Inn (20 de novembro de 1984)
- For Never - Last Live (álbum duplo ao vivo, 25 de maio de 1985)
- Fish Inn (1986 Mix) (21 de dezembro de 1986)
- Stalinism (álbum de compilação, 21 de janeiro de 1987)
- Bestests (álbum de compilação, julho de 1987)
- Shinda Mono Hodo Aishite Yaru Sa (死んだものほど愛してやるさ) álbum ao vivo, 1995
- The Stalin Best Selection (álbum de compilação, 21 de dezembro de 1996)
- The Stalin Best (álbum de compilação, 22 de janeiro de 2003)
- Zetsubou dai Kairaku ~Live at Kourakuen Horu~ (絶望大快楽 〜LIVE at 後楽園ホール'83〜) álbum ao vivo, 5 de dezembro de 2005
- Stop Jap Naked (24 de outubro de 2007)
- I Was The Stalin ~Zessan Kaisan Naka~ Kanzenban (〜絶賛解散中〜 完全版) álbum ao vivo, 14 de março de 2012
- Stalinism Naked (20 de abril de 2019)
- Buta ni Shinju ~Live at Yokohama Kokuritsu Daigaku 1980.11~ (豚に真珠～LIVE at 横浜国立大学1980.11～) álbum ao vivo, 23 de dezembro de 2020

### Video Stalin
- -1 (Minus One) (1988)

Vídeos
- Debut! (1987)
- Love Terrorist (1988)

### Stalin
Álbuns
- Joy (25 de fevereiro de 1989)
- Stalin (1989)
- Sakkin Barricade (殺菌バリケード, Sakkin Barikēdo) 25 de setembro de 1990
- Street Value (álbum de compilação, 21 de julho de 1991)
- Yukuefumei -Live to be Stalin- (行方不明 〜LIVE TO BE STALIN〜) álbum ao vivo, 21 de dezembro de 1991
- Kiseki no Hito (奇跡の人, The Miracle Worker) 21 de novembro de 1992